# Mormanno
Mormanno är en ort och kommun i provinsen Cosenza i regionen Kalabrien i Italien. Kommunen hade 2 883 invånare (2018).